# بماراها آتسینانانا
بماراها آتسینانانا (به لاتین: Bemaraha Atsinanana) یک منطقهٔ مسکونی در ماداگاسکار است که در ملاکی (ماداگاسکار) واقع شده‌است. بماراها آتسینانانا ۲٬۶۱۰ نفر جمعیت دارد.